# Lebanon County
Lebanon County är ett administrativt område i delstaten Pennsylvania i USA. År 2010 hade countyt 133 568 invånare. Den administrativa huvudorten (county seat) är Lebanon.

## Politik
Lebanon County tenderar att rösta på republikanerna i politiska val. Republikanernas kandidat har vunnit rösterna i countyt i samtliga presidentval sedan valet 1888 utom vid två tillfällen: valen 1912 och 1936.

## Geografi
Enligt United States Census Bureau har countyt en total area på 939 km². 937 km² av den arean är land och 2 km² är vatten.

### Angränsande countyn
- Schuylkill County - nordost
- Berks County - öst
- Lancaster County - syd
- Dauphin County - väst